# گوردان ایروویچ
گوردان ایروویچ (انگلیسی: Gordan Irović؛ ۲ ژوئیهٔ ۱۹۳۴ – ۲۶ مهٔ ۱۹۹۵) بازیکن فوتبال اهل یوگسلاوی بود.
از باشگاه‌هایی که در آن بازی کرده‌است می‌توان به باشگاه فوتبال دینامو زاگرب اشاره کرد.